# Astro'n'out
Astro'n'out je lotyšská skupina Indie rocku, založená v Rize roku 2003. Členy skupiny (k roku 2021) jsou Māra Upmane-Holšteine, Juris Kalnišs, Mārtiņš Elerts, Toms Poišs a Mārtiņš Opmanis.
Skupina Astro'n'out složila a nahrála mnoho soundtracků pro dokumenty a vystupovala doslova na každém festivalu, který se konal v Lotyšsku. Byli nominováni na každoroční ceny lotyšské hudby s každou nahrávkou, kterou představili, vyhráli cenu pro nejlepší album v roce 2007. Také byli nominování na hudební ceny MTV v kategorii New Sounds of Europe 2007. Na jaře 2010 skupina pořádala sérii vystoupení Ģeometrija Tour, která také zahrnovala aranžmá v Itálii a Estonsku. Těšili se i na největší letní festivaly v Pobaltí.
Skupina vydala už 8 studiových alba.

## Alba
| Rok vydání | Název alba      | Ocenění                                                 |
| ---------- | --------------- | ------------------------------------------------------- |
| 2006       | Kuš Kuš         | Nejlepší rockové album 2006 (Latvian Music Awards)      |
| 2009       | Astro’ Acoustic | Nejlepší alternativní album 2008                        |
| 2008       | Ģeometrija      | Nejlepší rockové album 2009                             |
| 2012       | Lauvas          | Nominace ve 4 kategoriích Latvian Music Industry Awards |

- Lion's Share (2013)
- Lion's Share Remixes (2014)
- URDA (2017)
- Multivitamīnu multipaka (2019)